# Unione Sportiva Ivrea Calcio 2008-2009
Questa pagina raccoglie le informazioni riguardanti l'Unione Sportiva Ivrea Calcio nelle competizioni ufficiali della stagione 2008-2009.

## Rosa
| N. |                   | Ruolo | Calciatore              |
| -- | ----------------- | ----- | ----------------------- |
|    | Italia (bandiera) | C     | Marco Andreotti         |
|    | Italia (bandiera) | C     | Giovanni Arioli         |
|    | Italia (bandiera) | A     | Thomas Bachlechner      |
|    | Italia (bandiera) | C     | Matteo Baldi            |
|    | Italia (bandiera) | D     | Fabio Benedetto         |
|    | Italia (bandiera) | D     | Emanuele Bruni          |
|    | Italia (bandiera) | C     | Carlo Ceriani           |
|    | Italia (bandiera) | D     | Alessio Dionisi         |
|    | Italia (bandiera) | P     | Giacomo Fantin          |
|    | Italia (bandiera) | A     | Ernesto Luca Fiumicelli |
|    | Italia (bandiera) | A     | Damien Florian          |
|    | Italia (bandiera) | D     | Claudio Grancitelli     |
|    | Italia (bandiera) | A     | Simone Iocolano         |

| N. |                    | Ruolo | Calciatore        |
| -- | ------------------ | ----- | ----------------- |
|    | Italia (bandiera)  | A     | Gianluca Lapadula |
|    | Italia (bandiera)  | A     | Michel Leveque    |
|    | Italia (bandiera)  | D     | Federico Lazzeri  |
|    | Italia (bandiera)  | A     | Michel Lisai      |
|    | Romania (bandiera) | D     | Felix Lupu Gelu   |
|    | Italia (bandiera)  | C     | Francesco Marfia  |
|    | Brasile (bandiera) | C     | Daniel Minorelli  |
|    | Italia (bandiera)  | D     | Stefano Murante   |
|    | Italia (bandiera)  | C     | Gianluca Nicco    |
|    | Italia (bandiera)  | P     | Andrea Rossini    |
|    | Italia (bandiera)  | C     | Andrea Rosso      |
|    | Italia (bandiera)  | A     | Domenico Volpato  |